# Trambulina Tintina
Trambulina Tintina – nieistniejąca skocznia narciarska o punkcie konstrukcyjnym K-110 położona około 10 kilometrów od miasta Borșa. Największy tego typu obiekt jaki kiedykolwiek funkcjonował na terenie Rumunii.
Pierwsza skocznia narciarska w okolicach miejscowości Borșa powstała już w okresie, gdy teren ten należał do Austro-Węgier. W latach 1941–1942 wojskowy klub C.S. Honvéd Militar doprowadził do powstania nowego obiektu o punkcie konstrukcyjnym od 85 do 90 metrów, którego budową zarządzał Stanisław Marusarz. W tym czasie, na mocy arbitrażu wiedeńskiego, tereny te należały do Węgier, które, wspólnie z miejscową ludnością narodowości rumuńskiej, podjęły decyzję o budowie nowoczesnego ośrodka narciarskiego w Górach Rodniańskich – oprócz skoczni w jego skład weszły również trasy do narciarstwa alpejskiego i wyciągi narciarskie. Sama skocznia, która za sprawą Marusarza (który w ten sposób uhonorował swoją siostrę) otrzymała wówczas swoją nazwę (Tintina) należała do jednych z ówcześnie największych – był to największy tego typu obiekt w Europie i 4. największy biorąc pod uwagę cały świat. Do 1944 cały ośrodek narciarski był wykorzystywany zarówno do zawodów krajowych, jak i międzynarodowych. Najdłuższy oddany w tym czasie skok wyniósł 88 metrów.
Podczas walk w sierpniu 1944 uległ on jednak poważnym zniszczeniom. Ze względu na brak zainteresowania ze strony nowych, komunistycznych władz nie wrócił on już do swojej pozycji z lat 40. XX wieku. W kolejnych latach skocznia nadal była jednak areną zarówno krajowych, jak i międzynarodowych konkursów. W latach 60. XX wieku kraje bloku wschodniego zaczęły organizować swoje własne zawody sportowe (m.in. Spartakiady), a podczas spotkania w sprawie ich organizacji, które odbyło się w Warszawie w 1968 Stanisław Marusarz przypomniał o istnieniu skoczni Tintina – wkrótce później została ona odwiedzona przez delegację działaczy, którzy uznali obiekt za odpowiedni, dzięki czemu w latach 70. XX wieku ponownie zaczął on gościć większe imprezy (m.in. w 1979 odbyły się tutaj konkursy Międzynarodowej Zimowej Spartakiady Gwardyjskiej, w których zwyciężali Norbert Maischke z NRD i Polak Janusz Guńka). Rekordzistą skoczni wybudowanej w latach 1941–1942 był Gheorghe Gerea, który w 1980 uzyskał na niej odległość 96 lub 98 metrów.
W 1981, za sprawą V. Teodorescu, Trambulina Tintina została poddana modernizacji, osiągając punkt konstrukcyjny K-110. Dwa lata później otrzymała ona certyfikat FIS. Podczas mistrzostw Rumunii w skokach narciarskich w 1984 wynikiem 104,5 metra rekord przebudowanego obiektu ustanowił Lorincz Balint, a w tym samym roku rezultat ten odległością 118 metrów poprawił Polak Bogdan Zwijacz podczas zawodów międzynarodowych, w których, oprócz Polaków i Rumunów, brali udział również skoczkowie ze Związku Radzieckiego, NRD, Węgier i Czechosłowacji. W 1985 Tintina ponownie gościła konkurs Międzynarodowej Zimowej Spartakiady Gwardyjskiej, w którym zwyciężył Zwijacz. Pod koniec lat 80. XX wieku rozpoczęto budowę skoczni K-70 i K-30, które miały umożliwić większej liczbie zawodników przygotowanie się do skoków ze skoczni Tintina, która dla większości miejscowych skoczków była zbyt dużym obiektem. Rewolucja w Rumunii w grudniu 1989 przerwała jednak te prace, a nowe obiekty, mimo dużego zaawansowania ich budowy (do zakończenia zaplanowanych prac zabrakło około miesiąca) nigdy nie zostały już ukończone. W związku z brakiem funduszy Trambulina Tintina w latach 90. XX wieku również pozostawała niewykorzystana.
Na przełomie XX i XXI wieku podjęto próbę reaktywacji obiektu. W 1999 i 2000 odbyły się na niej mistrzostwa Rumunii w skokach narciarskich (indywidualnie tytuły zdobyli kolejno Florin Spulber i Vasile Cosmeanu, a drużynowo w obu przypadkach klub CS Dinamo Braszów), a podczas pierwszej z tych imprez rekord skoczni ustanowiony przez Zwijacza wyrównał Spulber, który wynikiem 118 metrów ustanowił również ówczesny rekord Rumunii w długości skoku narciarskiego mężczyzn. Trambulina Tintina była nieregularnie wykorzystywana jeszcze do 2003, jednak liczba startujących w zawodach zawodników była niewielka.
Od czasu ostatnich konkursów kilkukrotnie wysuwano propozycje reaktywacji zarówno skoczni Tintina, jak i niedokończonych mniejszych obiektów (między innymi w 2005 i 2012), jednak koszty przystosowania dawnej naturalnej skoczni do współczesnych standardów sprawiły, iż do ich realizacji nie doszło.